# Toleranță la defecte (structuri aerospațiale)
Toleranța la defecte sau toleranța la stricăciuni este proprietatea unei structuri aerospațiale care constă în capacitatea sa de a susține defectele în condiții de siguranță până când pot fi efectuate reparațiile. În proiectarea structurilor se ține cont de toleranța la defecte luându-se în considerație faptul că, în orice structură există defecte și că acestea se propagă prin utilizarea continuă a structurilor. Această abordare este frecvent utilizată în ingineria aerospațială pentru a gestiona extinderea fisurilor din structură aplicându-se principiile din mecanica ruperii. În ingineria aerospațială, o structura este considerată tolerantă la stricăciuni dacă a fost implementat un program de întreținere care să ducă la detectarea și repararea defectelor accidentale, precum coroziunea sau ruperea prin oboseală a materialelor, defecte care slăbesc rezistența structurii sub limita acceptabilă.

## Istoric
Structurile de care depinde viața umană au fost mult timp recunoscute ca având nevoie de un element de siguranță în caz de avarie. Când a descris mașina zburătoare Leonardo Da Vinci a notat că „În construcția unei aripi ar trebui o grindă care să suporte tensiunile și alta netensionată în aceeași poziție astfel încât dacă una se rupe sub tensiune, cealaltă să fie capabilă să-i preia funcția”.
Anterior anilor 1970, filozofia inginerească predominantă în ceea ce privește capacitatea structurilor de avion era aceea că se putea menține cu o singură parte ruptă, de altfel o cerință redundantă cunoscută sub denumirea de autoprotejare. Totuși, progresele din mecanica ruperii, precum și cedarea catastrofică la oboseală a avionului De Havilland Comet, au determinat o schimbare în cerințele structurilor de avion. S-a descoperit că un fenomen numit defecte în poziții multiple poate cauza multe rupturi fine în structură, care vor crește lent și se vor uni cu altele în timp, ducând la o ruptură mai mare și reducând sensibil timpul până la ruperea completă.

## Structură cu funcționare sigură
Nu toate structurile au nevoie să fie tolerante la defecte datorită obosealii pentru a opera în siguranță. Unele structuri operează sub principiile proiectării funcționării sigure, structuri în care sunt acceptate riscuri extrem de mici, printr-o combinație de analize și teste care să arate că nu se vor forma niciodată rupturi detectabile datorită oboselii, până la ieșirea din funcționare a structurii. Acest deziderat este atins printr-o reducere semnificativă a tensiunii sub tensiunea tipică de oboseală a structurii. Structurile cu funcționare sigură  sunt făcute atunci când costurile sau imposibilitatea inspecției depășește costurile datorate greutății și dezvoltării structurii.  Un exemplu de componentă cu funcționare sigură este pala elicei rotorului elicopterului. Datorită numărului extrem de mare de rotații, o mică fisură nedetectabilă poate crește peste lungimea critică la un singur zbor, înainte ca elicopterul să aterizeze, rezultând o cedare catastrofică pe care întreținerea obișnuită nu o poate preveni.

## Analiza toleranței la defecte
Pentru asigurarea unei operări sigure continue a unei structuri la toleranța la defecte, sunt concepute grafice de inspecție. Aceste grafice se bazează pe mai multe criterii care includ:
- presupunerea unor situații inițiale la defectele din structură
- tensiunile din structură (la oboseală și cea maximă operațională) care duc la creșterea fisurii datorită condițiilor de defectare
- geometria structurii care intensifică sau reduce tensiunile din fisură
- capacitatea materialului de a rezista la rupere datorită tensiunilor scontate
- dimensiunea mare a fisurii pe care o poate suporta structura înainte de cedarea catastrofică
- probabilitatea ca o metodă particulară de inspecție să dezvăluie o fisură
- nivelul acceptabil de risc ca o structură să cedeze complet
- durata de așteptare după fabricație până când se va forma o fisură detectabilă
- presupunerea cedării componentelor adiacente care au ca efect schimbarea tensiunilor din structura de interes

Acești factori afectează timpul în care structura poate opera normal în condiți de defectare, înainte ca una sau mai multe inspecții să aibă oportunitatea de a descoperi defectul și de al remedia. Intervalul dintre inspecții trebuie ales în așa fel încât să existe o anumită siguranță minimă, dar care să echilibreze costul inspecțiilor, al creșterii greutății datorită tensiunilor scăzute la oboseală și posibilitații creșterii costurilor asociate cu structura scoasă din funcțiune pentru întreținere.

## Inspecție nedistructivă
Fabricanții și companiile aeriene au interes financiar pentru a se asigura că graficul inspecțiilor au pe cât posibil un cost eficient. Deoarece avioanele sunt produse care aduc venit, există un prilej al costului nefolosit asociat cu întreținerea avionului (pierderea venitului de pe bilet), adăugat costului însuși de întreținere. Astfel că, aceste întrețineri sunt de dorit să fie făcute cât mai rar, chiar dacă acestă creșterea de interval cauzează creșterea complexității și a costului reparațiilor. În mecanica ruperii se arată că fisurile cresc în mod exponențial, însemnând că rata de creștere a fisurii este o funcție exponențială în funcție de dimensiunile curente ale fisurii (vezi Legea lui Paris). Dorința unor inspecții cât mai rare combinată cu creșterea exponențială a fisurii a condus la dezvoltarea unor teste nedistructive care permit inspectorilor să vadă fisuri foarte fine care nu pot fi detectabile cu ochiul liber. Exemple ale unor astfel de tehnologii sunt curenții Foucault, ultrasunetele, inspecții penetrante cu lichid, sau raze X. Detectând fisurile structurale când acestea sunt mici și cresc încet, inspecțiile nedistructive pot reduce semnificativ costurile de întreținere, datorită costurilor scăzute de reparare a defectelor din acest stadiu.